# Randy Boissonnault

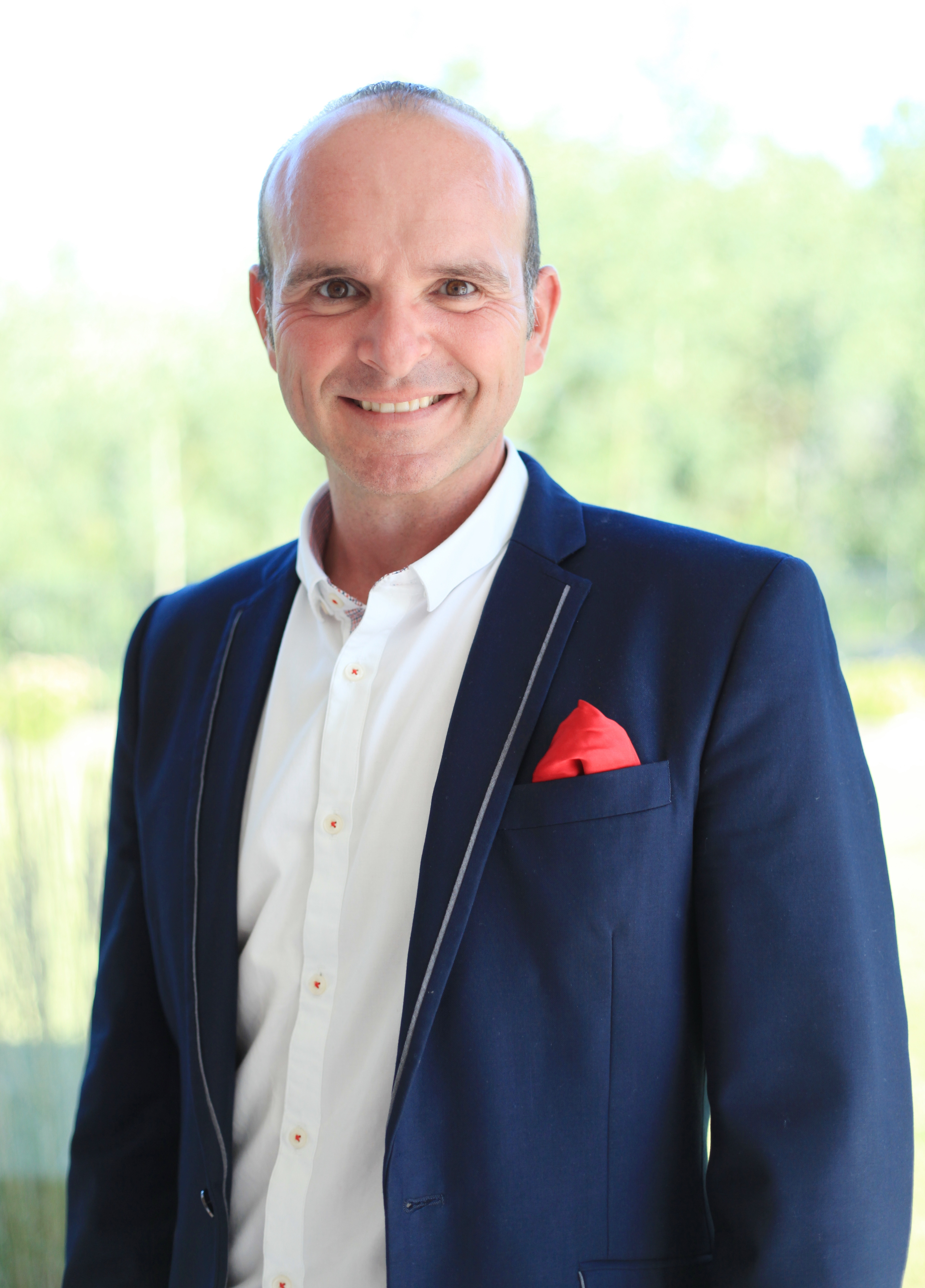
Randy Boissonnault, 2014

Randy Boissonnault (* 14. Juli 1970 in Morinville, Alberta) ist ein kanadischer Politiker der Liberal Party of Canada. Bis zum 20. November 2024 war er im 29. Kanadischem Kabinett von Justin Trudeau „Minister of Employment, Workforce Development and Official Languages“. Sein Rücktritt erfolgte, nachdem sich Unstimmigkeiten bezüglich seiner behaupteten indigenen Abstammung ergeben hatten.

## Leben
Boissonnault studierte an der University of Alberta und an der University of Oxford. Als Journalist und politischer Kommentator war er für Radio-Canada und Les Affaires tätig. 2015 gelang ihm bei der Kanadischen Unterhauswahl 2015 der Einzug als Abgeordneter in das Kanadische Unterhaus. Boissonnault war ab 2015 parlamentarischer Staatssekretär im Kulturministerium unter Ministerin Mélanie Joly. In der Kanadischen Regierung wurde er als offen homosexueller Politiker zum Ansprechpartner für LGBT-Themen ernannt.
Bei der Unterhauswahl 2019 verlor er seinen Wahlkreis an James Cumming von der Konservativen Partei, so dass er dem Parlament nicht mehr angehört.
Boissonnault gehörte dem Kabinett Trudeaus seit der Kabinettsumbildung 2021, damals als „Minister für Tourismus“ und stellvertretender Finanzminister, an. Vom 26. Juli 2023 an war er „Minister of Employment, Workforce Development and Official Languages“.